# Chelifera obscura
Chelifera obscura är en tvåvingeart som beskrevs av Vaillant 1968. Chelifera obscura ingår i släktet Chelifera och familjen dansflugor. Inga underarter finns listade i Catalogue of Life.